# Selenidioides potamillae
Selenidioides potamillae is een soort in de taxonomische indeling van de Myzozoa, een stam van microscopische parasitaire dieren. Het organisme komt uit het geslacht Selenidioides en behoort tot de familie Selenidioididae. Selenidioides potamillae werd in 1933 ontdekt door Mackinnon & Ray.